# Liste der norwegischen Gletscher
Die Liste der norwegischen Gletscher ist nach der Größe der auf dem norwegischen Festland befindlichen Gletscher geordnet.
| Name                             | Areal (km²) | Verwaltungsbezirk (Fylke) |
| -------------------------------- | ----------- | ------------------------- |
| Jostedalsbreen                   | 487         | Vestland                  |
| Vestre Svartisen                 | 221         | Nordland                  |
| Folgefonna                       | 214         | Vestland                  |
| Østre Svartisen                  | 148         | Nordland                  |
| Blåmannsisen (Ålmåjalosjiegŋa)   | 87          | Nordland                  |
| Hardangerjøkulen                 | 73          | Vestland                  |
| Myklebustbreen                   | 50          | Vestland                  |
| Okstindbreen                     | 46          | Nordland                  |
| Øksfjordjøkelen (Ákšovunjiehkki) | 41          | Finnmark, Troms           |
| Harbardsbreen                    | 36          | Vestland                  |
| Sulitjelmaisen (Sállajiegŋa)     | 33          | Nordland                  |
| Spørteggbreen                    | 28          | Vestland                  |
| Gihtsejiegŋa                     | 25          | Nordland                  |
| Frostisen (Ruostajiegŋa)         | 25          | Nordland                  |

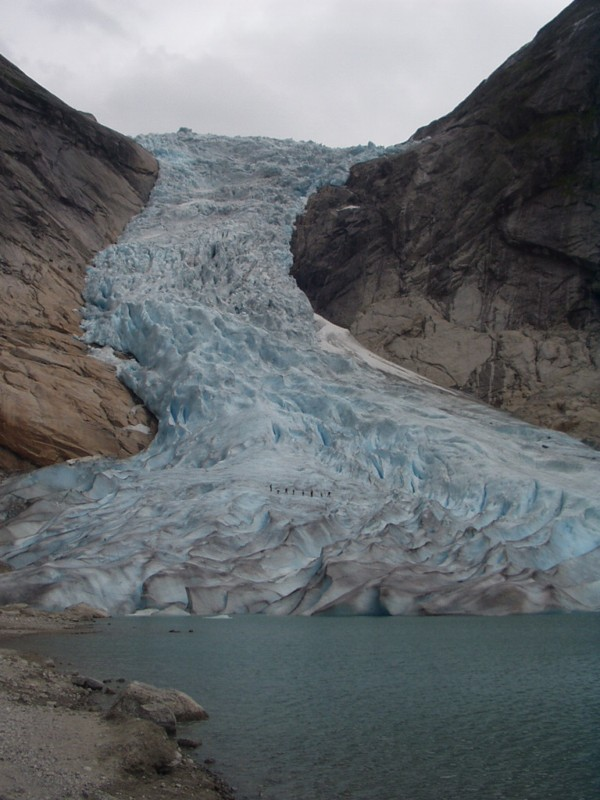
Briksdalsbreen, ein Nebenarm des Jostedalsbreen

Die nachfolgende Liste enthält die größeren Gletscher auf Svalbard.
| Name                                 | Areal (km²) | Insel                     | Typ       |
| ------------------------------------ | ----------- | ------------------------- | --------- |
| Austfonna mit Sørfonna und Vegafonna | 8.492       | Nordostland (Ost)         | Eiskappe  |
| Olav-V-Land                          | 4.150       | Spitzbergen (Nordost)     | Eiskappe  |
| Vestfonna                            | 2.505       | Nordostland (Nordwest)    | Eiskappe  |
| Åsgårdfonna                          | 1.645       | Spitzbergen (Nordost)     | Eiskappe  |
| Edgeøyjøkulen                        | 1.300       | Edgeøya                   | Eiskappe  |
| Hinlopenbreen                        | 1.248       | Spitzbergen (Nordost)     | Gletscher |
| Negribreen                           | 1.184       | Spitzbergen (Ost-Zentral) | Gletscher |
| Bråsvellbreen                        | 1.160       | Nordostland (Südost)      | Gletscher |
| Etonbreen                            | 1.070       | Nordostland (Ost)         | Gletscher |
| Leighbreen                           | 925         | Nordostland (Nordost)     | Gletscher |
| Holtedahlfonna mit Isachsenfonna     | 900         | Spitzbergen (Nordwest)    | Eiskappe  |
| Kvitøyjøkulen                        | 705         | Kvitøya                   | Eiskappe  |
| Stonebreen                           | 700         | Edgeøya                   | Gletscher |
| Kronebren                            | 700         | Spitzbergen (Nordwest)    | Gletscher |
| Hochstetterbreen                     | 581         | Spitzbergen (Nordost)     | Gletscher |
| Barentsjøkulen                       | 571         | Barentsøya                | Eiskappe  |
| Balderfonna                          | 543         | Spitzbergen (Nordost)     | Eiskappe  |
| Nathorstbreen                        | 489         | Spitzbergen (Süd)         | Gletscher |
| Monacobreen                          | 408         | Spitzbergen (Nordwest)    | Gletscher |
| Esmarkbreen                          | xxx         | Spitzbergen (Nordwest)    | Gletscher |